# Tyrnävä

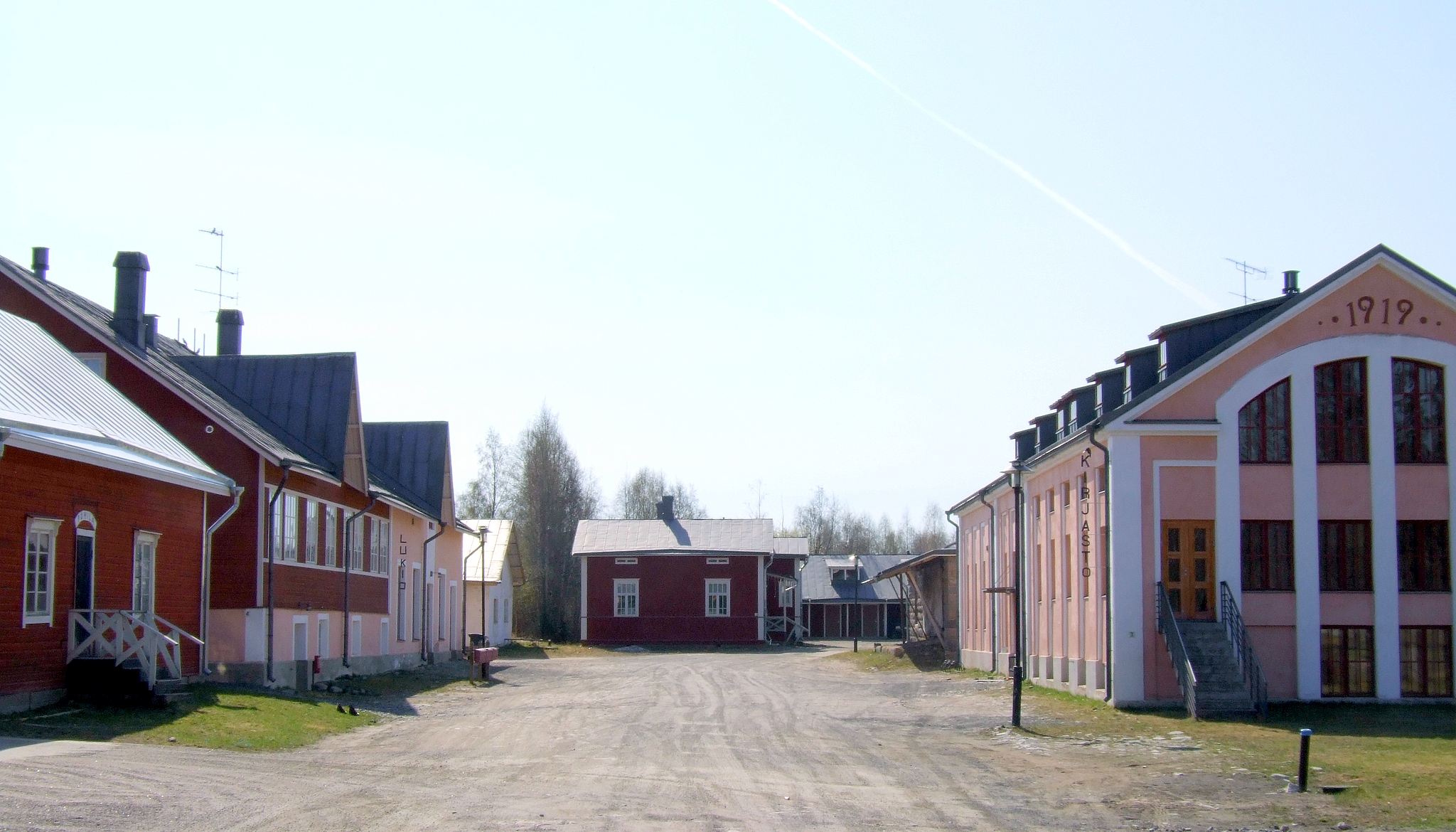
Ulice Meijeritie v Tyrnävä.

Tyrnävä je obec ve Finsku v provincii Severní Pohjanmaa. Počet obyvatel obce v roce 2003 byl 5 378. Rozloha obce činí 489,39 km² (3,84 km² připadá na vodní plochy). Hustota zalidnění je 11,1 obyvatel na km². Obec je čistě finskojazyčná.